# Luật An ninh mạng Việt Nam
Luật An ninh mạng Việt Nam được giao cho Bộ Công an chủ trì, soạn thảo để khắc phục những tồn tại, hạn chế cơ bản trong công tác an ninh mạng để góp phần bảo vệ an ninh quốc gia. Luật này được Quốc hội Việt Nam khóa XIV (2016-2021) biểu quyết thông qua vào sáng ngày 12 tháng 6 năm 2018 với 423 trong tổng số 466 đại biểu có mặt tán thành (tỷ lệ 86,86%, tổng số đại biểu Quốc hội là 487, 21 đại biểu vắng mặt); 15 đại biểu không tán thành; 28 đại biểu không biểu quyết. Theo nhận định của tổ chức Phóng viên Không biên giới RSF có trụ sở tại Pháp, đạo luật mới này là bản sao từ luật An ninh mạng Trung Quốc bắt đầu có hiệu lực tại nước này từ tháng 6 năm 2017, không hề có một thay đổi.

## Ban soạn thảo
Dự thảo luật An ninh mạng Việt Nam bắt đầu được soạn thảo từ tháng 11 năm 2016 theo nghị quyết của Quốc hội Việt Nam khóa 14.
Ban soạn thảo gồm có Bộ Công an Việt Nam, Bộ Quốc phòng Việt Nam, Bộ Thông tin và Truyền thông Việt Nam, Bộ Kế hoạch và Đầu tư Việt Nam, Bộ Công thương Việt Nam.

### Danh sách thành viên ban soạn thảo
1. Hoàng Phước Thuận, Cục trưởng Cục An ninh mạng, Bộ Công an (Việt Nam)[3]

## Nội dung
Luật này gồm bảy chương, 43 điều quy định về hoạt động bảo vệ an ninh quốc gia và bảo đảm trật tự, an toàn xã hội trên không gian mạng; trách nhiệm của cơ quan, tổ chức, cá nhân có liên quan.
An ninh mạng được định nghĩa là sự bảo đảm hoạt động trên không gian mạng không gây phương hại đến an ninh quốc gia, trật tự, an toàn xã hội, quyền và lợi ích hợp pháp của tổ chức, cá nhân.
Bảo vệ an ninh mạng là phòng ngừa, phát hiện, ngăn chặn, xử lý hành vi xâm phạm trong lĩnh vực này.

### Các hành vi bị cấm
Người dùng bị cấm sử dụng không gian mạng để thực hiện các hành vi: 
- Tổ chức, hoạt động, cấu kết, xúi giục, mua chuộc, lừa gạt, lôi kéo, đào tạo, huấn luyện người chống nhà nước; xuyên tạc lịch sử, phủ nhận thành tựu cách mạng, phá hoại khối đại đoàn kết toàn dân tộc, xúc phạm tôn giáo, phân biệt đối xử về giới, phân biệt chủng tộc;….
- Thông tin sai sự thật gây hoang mang trong nhân dân, gây thiệt hại cho các hoạt động kinh tế - xã hội, gây khó khăn cho hoạt động của cơ quan nhà nước hoặc người thi hành công vụ, xâm phạm quyền và lợi ích hợp pháp của tổ chức, cá nhân khác.
- Hoạt động mại dâm, tệ nạn xã hội, mua bán người; đăng tải thông tin dâm ô, đồi trụy, tội ác; phá hoại thuần phong, mỹ tục của dân tộc, đạo đức xã hội, sức khỏe cộng đồng,…[1]

### Doanh nghiệp nước ngoài phải lưu trữ dữ liệu tại Việt Nam
Doanh nghiệp trong và ngoài nước khi cung cấp dịch vụ trên mạng viễn thông, mạng internet tại Việt Nam phải xác thực thông tin khi người dùng đăng ký tài khoản số; bảo mật thông tin, tài khoản của người dùng. Doanh nghiệp phải cung cấp thông tin người dùng cho lực lượng chuyên trách bảo vệ an ninh mạng thuộc Bộ Công an khi có yêu cầu bằng văn bản để phục vụ điều tra, xử lý hành vi vi phạm pháp luật về an ninh mạng.
Doanh nghiệp trong và ngoài nước có hoạt động thu thập, khai thác, phân tích, xử lý dữ liệu về thông tin cá nhân, dữ liệu về mối quan hệ của người sử dụng dịch vụ, dữ liệu do người sử dụng dịch vụ tại Việt Nam tạo ra phải lưu trữ dữ liệu này tại Việt Nam trong thời gian theo quy định của Chính phủ. Doanh nghiệp nước ngoài liên quan đến lĩnh vực nêu trên được yêu cầu đặt chi nhánh hoặc văn phòng đại diện tại Việt Nam.
Luật An ninh mạng có hiệu lực từ 1/1/2019.

## Biểu quyết của Đại biểu Quốc hội

### Đại biểu không tán thành
Tổng cộng 15 đại biểu Quốc hội Việt Nam khóa 14 đã bấm nút không tán thành thông qua Luật An ninh mạng vào ngày 12 tháng 6 năm 2018.
1. Dương Trung Quốc, ĐBQH Đồng Nai[5][6]
2. Phan Văn Tường, ĐBQH Thái Nguyên[7][8]

### Đại biểu tán thành
Tổng cộng 423 đại biểu Quốc hội Việt Nam khóa 14 đã bấm nút tán thành thông qua Luật An ninh mạng vào ngày 12 tháng 6 năm 2018.
1. Lưu Bình Nhưỡng, ĐBQH Bến Tre[9][10][11]
2. Hồ Thanh Bình, ĐBQH An Giang [12]
3. Nguyễn Hạnh Phúc, ĐBQH Thái Bình [13]
4. Bùi Sỹ Lợi, ĐBQH Thanh Hóa [14]
5. Thào Xuân Sùng, ĐQBH Hà Giang[12]

### Đại biểu không biểu quyết
Tổng cộng 28 đại biểu Quốc hội Việt Nam khóa 14 đã không biểu quyết thông qua Luật An ninh mạng vào ngày 12 tháng 6 năm 2018.

### Đại biểu không có mặt
Tổng cộng 21 đại biểu Quốc hội Việt Nam khóa 14 đã không có mặt ở Hội trường Quốc hội vào ngày 12 tháng 6 năm 2018 để biểu quyết thông qua Luật An ninh mạng.

## Phân tích về pháp lý
Theo luật sư Lê Văn Luân thuộc Đoàn Luật sư TP Hà Nội, luật này mắc phải một số về vấn đề lập pháp khá là nghiêm trọng:
- Luật an ninh mạng phải là để bảo đảm an toàn đối với hệ thống các thông tin, dữ liệu trước những hành vi tấn công có chủ đích của những kẻ xấu, chứ không phải nhắm vào việc kiểm soát các thông tin và dữ liệu đối với các chủ thể là các cá nhân, tổ chức trong mọi tầng lớp xã hội, trong đó bao gồm cả những chủ thể kinh doanh các dịch vụ mạng.
- Trao quá nhiều quyền hành cho cơ quan cảnh sát: đó là việc dự luật trao toàn quyền chủ động hành động trong các trường hợp mà không có giới hạn dưới hai hình thức - kiểm tra đột xuất hoặc yêu cầu bằng văn bản. Cơ quan cảnh sát cũng có quyền buộc một công ty kinh doanh mạng phải cung cấp thông tin cá nhân hoặc dữ liệu người dùng cho lực lượng chuyên trách để xử lý hành vi vi phạm pháp luật, yêu cầu không được cung cấp dịch vụ mạng cho cá nhân, tổ chức mà cơ quan cảnh sát chỉ định - doanh nghiệp phải phản bội lại chính khách hàng của mình mà không cần biết đến quyền và sự tổn hại của họ. Cơ quan này cũng được phép thay chức năng của toà án để phán xét về nội dung một thông tin nào đó là xấu hay không xấu, trong khi bản chất vấn đề là nội dung thông tin có đúng sự thật hay không và hơn hết là chúng phải được phán xét thông qua một chu trình thẩm định theo trình tự tố tụng hình sự hoặc ít nhất là kiện dân sự tại cơ quan tư pháp bằng một phán quyết.
- Dễ sinh ra lạm quyền và vi phạm vào quyền bí mật đời sống riêng tư, bí mật cá nhân như thư tín, điện tín, điện thoại hoặc các phương tiện điện tử khác theo quy định trong Hiến pháp hiện hành.
- Dễ tạo ra nguy cơ xâm phạm vào quyền được tiếp cận thông tin và quyền được truy cập internet mà Việt Nam đã tham gia là thành viên của Tuyên ngôn quốc tế về nhân quyền 1948 và Công ước quốc tế về quyền dân sự và chính trị 1966 cũng như Luật Tiếp cận thông tin năm 2016.
- Dễ xâm phạm vào và hạn chế quyền tự do ngôn luận cũng như quyền tự do hội họp, biểu tình, quyền giám sát và tham gia quản lý nhà nước và xã hội theo Hiến định của công dân: nhiều quy định trong dự luật này đã không vạch ra phạm vi của nội hàm pháp lý đối với các nội dung như tuyên truyền chống nhà nước; xuyên tạc lịch sử, xúc phạm lãnh tụ, vĩ nhân, danh nhân, tuyên truyền chống nhà nước, lôi kéo tụ tập đông người… và như vậy, khi luật pháp không mô tả cụ thể, không định lượng và hạn định rõ phạm vi của hành vi thì sẽ gây ra sự tuỳ nghi trong việc giải thích và áp dụng, bảo vệ pháp luật.
- Xâm phạm vào quyền tự do hoạt động kinh doanh của tổ chức, cá nhân cũng như cơ hội để hội nhập với thế giới về lĩnh vực công nghệ cao: cơ quan chức năng có quyền cấm hoặc đình chỉ không được cung cấp dịch vụ cho một tổ chức, cá nhân nào đó đối với cơ sở kinh doanh mạng; buộc một doanh nghiệp nước ngoài phải đặt máy chủ ở Việt Nam, được gọi là nội địa hoá dữ liệu - điều này vừa gây tốn kém cho các doanh nghiệp và vừa tạo ra rào cản lớn cho các quyết định từ nhà đầu tư nước ngoài.[15]

## Nhận xét

### Phản đối
- Ngày 07/6, PGS. TS. Phạm Đức Bảo chuyên gia về luật từ Liên hiệp các Hội Khoa học và Kỹ thuật Việt Nam (Vusta) bày tỏ, ông tin rằng dự luật này làm không khéo sẽ 'ảnh hưởng tới các quyền tự do, nhân quyền' của người dân, trong đó có tự do thông tin, tự do về Internet và vì đã có một luật ban hành từ tháng 11/2015 về An toàn thông tin mạng, chỉ cần bổ sung thêm vào luật có sẵn những nội dung thỏa đáng, mà không cần thông qua luật mới.[16]
- Từ Hà Nội hôm 11/6/2018, Giáo sư Nguyễn Đăng Dung, thuộc Trung tâm Nghiên cứu Quyền con người và Quyền công dân ở Hà Nội bình luận: "Tôi coi mạng Internet như là một dạng báo chí, báo chí là một công cụ, mà báo chí cần tự do thì Internet cũng phải cần tự do. Tức là cần phải mở ra hơn nữa để cho chính quyền, để cho nhân dân, tất cả tự do ngôn luận ở đây, để cho người ta tranh luận và qua tranh luận ấy thì sẽ thấy rõ cái gì đúng, cái gì sai. Tôi coi luật tự do Internet như luật tự do báo chí. Tự do chúng ta ứng xử với báo chí như thế nào, thì chúng ta ứng xử với Internet như vậy." [17]
- Theo Linh mục Phan Văn Lợi phát biểu ngày 10/6, Luật An ninh mạng ở Việt Nam là "luật của đảng cộng sản, của một chế độ độc tài đảng trị luôn luôn băn khoăn về cái chuyện phải kiểm soát người dân về mọi phương diện". Nó "xâm phạm 3 quyền công dân":

- Xâm phạm quyền riêng tư, do cái việc nhà cung cấp mạng phải xác thực thông tin người dùng, và cung cấp nó cho cơ quan chấp pháp khi có yêu cầu, mà không qua toà án. Như vậy thì cơ quan chấp pháp có quyền yêu cầu thông tin cá nhân bất cứ lúc nào, mà không cần phải chứng minh là người đó có vi phạm pháp luật hay là không. Đó là xâm phạm quyền riêng tư của cá nhân.
- Xâm phạm quyền tự do ngôn luận, khi nó buộc nhà cung cấp dịch vụ mạng phải xoá thông tin đăng tải trên mạng, những thông tin mà cơ quan chấp xác định là xấu và phải xoá đi trên tài khoản người dùng, theo yêu cầu của họ, nhưng cùng một lúc lại phải đưa các thông tin đó cho công an. Trong khi đó thì các thông tin bị cho là xấu này được liệt kê rất mơ hồ. Ở tại Việt Nam này, những tội gọi là phản động, là chống lại chính quyền đều là rất mơ hồ, để nhà cầm quyền muốn diễn giải sao cũng được cả.
- Xâm phạm, hay nói đúng hơn cướp đi quyền sử dụng internet của người dân. Khi mà nhà cung cấp dịch vụ mạng phải không được cung cấp hay phải ngừng cung cấp dịch vụ internet cho những cá nhân đăng tải lên mạng những thông tin mà nhà chức trách cho là thông tin xấu theo luật. Chỉ cần nhà chức trách cho là một cá nhân hay một tổ chức đăng những tin xấu tin độc thì họ sẽ bị mất quyền sử dụng internet.
Nó đưa đến 5 hậu quả nguy hiểm:
- Thứ nhất, nhà nước sẵn sàng bịt miệng và bỏ tù tất cả những ai dám lên tiếng cho sự thật, đeo đuổi công lý.
- Hậu quả thứ hai là Luật An ninh mạng này sẽ làm cho sự phát triển đất nước và an ninh quốc gia bị tác hại, bởi vì người ta sẽ không còn cái quyền nói sự thật, và khi nhà cầm quyền không nghe sự thật, thì sẽ không biết cách để mà quản lý đất nước và điều hành xã hội, và người dân không biết sự thật thì mọi sự sẽ đảo lộn vì sự dối trá.
- Thứ ba là khi nhà cầm quyền gây khó khăn cho những trang mạng xã hội như Facebook, Google, làm cho họ phải bị giới hạn này nọ, thì những cái giá trị cao đẹp của nhân loại, của thế giới văn minh sẽ bị chặn đường đi vào Việt Nam.
- Hậu quả thứ tư là khi mà các những trang mạng của thế giới văn minh bị gây khó khăn khiến họ phải quyết định rút lui, thì những trang mạng của Trung Quốc như Weibo chẳng hạn, sẽ có cơ hội vào Việt Nam. Nhưng đó không phải là trang mạng mà là những trang kiểm soát mạng. Không phải là trang mạng xã hội mà là trang kiểm soát người dân như hàng tỉ người Trung Quốc đang bị nhà cầm quyền Bắc Kinh kiểm soát
- Hậu quả thứ năm cũng là hậu quả ghê gớm nhất là nhà cầm quyền có thể ung dung gây ra tội bán nước, dâng đất, mà không hề bị ai chất vấn, bởi gì người ta không biết. Hay có biết thì cũng không có cách nào để bày tỏ sự phản đối, hay để thông báo cho nhau như người ta vẫn đang làm trên các trang mạng xã hội cho đến giờ.

### Ủng hộ
- Phát biểu vào ngày 12 tháng 6 năm 2018, Đại biểu Lưu Bình Nhưỡng, Ủy viên Thường trực Ủy ban Về các vấn đề xã hội của Quốc hội Việt Nam, cho biết: "Những thông tin chống đối đường lối chính sách của Đảng và Nhà nước ta những ngày qua trên mạng xã hội tạo ra sự bức xúc. Những ĐBQH như tôi suy nghĩ cần phải ủng hộ việc thông qua đạo luật này." [19]
- Đại biểu Thào Xuân Sùng (Đoàn Hà Giang): "Trong xu thế hội nhập quốc tế và toàn cầu hóa, việc xây dựng hành lang pháp lý nhằm bảo vệ quyền làm chủ của người dân được Đảng và Nhà nước quan tâm đặc biệt. Việc ban hành Luật An ninh mạng sẽ đóng góp một vai trò pháp lý quan trọng để người dân là những công nhân, nông dân hay doanh nghiệp, đối tác nước ngoài... đều có thể nhận được những thông tin chính xác, tránh được tình trạng nhiễu thông tin, dễ dẫn đến mất phương hướng. Thêm vào đó, trong thời đại công nghệ thông tin hiện nay, chúng ta vẫn có thể tiếp cận được nhiều nguồn thông tin khác nhau." [12]
- Đại biểu Hồ Thanh Bình (Đoàn An Giang): "Những quy định tại Luật An ninh mạng sẽ giúp cho Việt Nam có một môi trường tốt để thu hút đầu tư, thực hiện các hoạt động xây dựng và bảo vệ đất nước. Tôi hy vọng người dân sẽ ủng hộ Luật An ninh mạng. Sau khi luật có hiệu lực, nếu phát sinh những bất cập thì các đại biểu Quốc hội sẵn sàng lắng nghe ý kiến góp ý của nhân dân và kiến nghị kịp thời tới Chính phủ và Quốc hội.[12]
- Ủy viên thường trực Ủy ban Quốc phòng an ninh Quốc hội Nguyễn Thanh Hồng giải thích: Trong quá trình thẩm tra và giúp Ủy ban Thường vụ Quốc hội trình dự án Luật An ninh mạng, chúng tôi đã hết sức lắng nghe ý kiến nhân dân, ý kiến của đại diện các quốc gia như Mỹ, EU… Đối với sự lo lắng có ảnh hưởng đến doanh nghiệp cung cấp dịch vụ viễn thông, internet hay không, tôi khẳng định là không có ảnh hưởng xấu. Luật này nhằm đảm bảo an toàn cho các doanh nghiệp. Đến thời điểm này, Google, Facebook chưa có phản ứng chính thức nào.[20]
- Trung tướng Hoàng Phước Thuận, Cục trưởng Cục An ninh mạng, Bộ Công an cho biết: "Chúng tôi nhận được sự ủng hộ của toàn xã hội và hệ thống chính trị trong việc tuyên truyền về luật. Tuy nhiên, một số kẻ xấu cố tình xuyên tạc, bịa đặt, kích động khi cho rằng Luật An ninh mạng bịt miệng dân chủ, cấm sử dụng Facebook và Google… Chúng tôi mong muốn toàn xã hội đặc biệt là thanh niên đọc kỹ luật, không được để kẻ xấu lợi dụng kích động." [21]
- Tiếp xúc cử tri với vai trò đại biểu Quốc hội Thành phố Hồ Chí Minh vào sáng 19/6, chủ tịch nước Trần Đại Quang khẳng định đây là xu thế chung của quốc tế, không thể tránh khỏi. Việc ban hành luật là nhằm đảm bảo quyền, lợi ích hợp pháp của người dân, tổ chức cũng như Nhà nước chứ không xâm phạm đời tư của công dân.[22]

## Phản ứng

### Hoa KỳvàCanada
Ngày 8 tháng 6, Đại sứ quán Hoa Kỳ tại Việt Nam ra thông báo Hoa Kỳ và Canada thúc giục Việt Nam hoãn cuộc bỏ phiếu dự luật này để đảm bảo rằng nó phù hợp với các chuẩn mực quốc tế.

### Các tổ chức quốc tế
- Ngày 7/6, tổ chức Theo dõi Nhân quyền Quốc tế (HRW) kêu gọi chính quyền Việt Nam 'phủ quyết bộ Luật An ninh mạng'. Thông điệp của HRW trích lời ông Brad Adams, Giám đốc khu vực châu Á: "Dự thảo luật An ninh mạng của Việt Nam có vẻ đặt mục đích bảo vệ quyền lực độc tôn của đảng ngang với bảo đảm an ninh mạng.", "Luật này đặt tự do ngôn luận và tự do tiếp cận thông tin vào tầm kiểm soát trực tiếp của chính quyền, và cung cấp cho chính quyền thêm một vũ khí nữa để đối phó với những tiếng nói bất đồng. Không phải ngẫu nhiên mà tác giả của dự thảo này chính là Bộ Công an, vốn đã đầy tai tiếng về vi phạm nhân quyền." [24]
- Tổ chức Ân xá Quốc tế (AI) ngày 12/6 ra thông cáo báo chí, trích phát biểu của bà Clare Algar, Giám đốc điều hành toàn cầu của tổ chức: "Quyết định này có nguy cơ gây hậu quả tàn hại cho tự do ngôn luận ở Việt Nam. Trong bầu không khí tự do phát biểu bị kìm nén sâu sắc, không gian mạng là nơi mọi người có thể chia sẻ ý kiến mà ít lo ngại về sự chỉ trích của chính quyền.", "Luật cho phép chính phủ một quyền hạn bao quát để giám sát hoạt động trực tuyến của người dân, cuộc bỏ phiếu này có nghĩa là hiện nay ở Việt Nam không còn chỗ an toàn nào để mọi người tự do nói chuyện."